# Allison Falk
Allison Falk (Renton, Washington, 31 maart 1987) is een Amerikaans voetbalster. Ze verruilde in 2010 Los Angeles Sol voor Philadelphia Independence.

## Clubcarrière
| Jaar   | Club                      |
| ------ | ------------------------- |
| 2008   | California Storm          |
| 2009   | Los Angeles Sol           |
| 2010 - | Philadelphia Independence |